# Porcelaine tendre

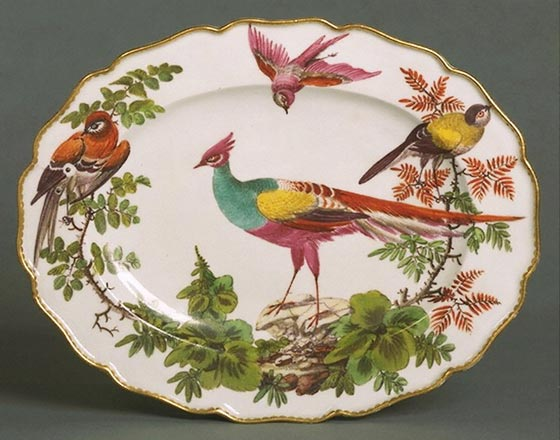
Plat en porcelaine tendre, Chelsea, Angleterre, vers 1765. Décor d'émaux colorés, marque à l'encre dorée. V&A Museum no 528-1902.

La porcelaine tendre est un type de matériau céramique, également dénommé pâte tendre. Le terme est utilisé pour désigner les porcelaines tendres, généralement sans kaolin, comme les bone china ou porcelaines de cendre d'os, la porcelaine Seger, la porcelaine vitrifiée siliceuse, la nouvelle porcelaine de Sèvres, la porcelaine de Paros et les porcelaines tendres feldspathiques.
Cette dénomination se réfère, plus précisément, à des mélanges d'argile et de fritte de verre, principalement utilisés dans la production de figurines décoratives et d'ustensiles domestiques en Europe, au XVIIIe siècle.

## Caractéristiques
La porcelaine tendre tire son nom de la fragilité de sa couverte, rayable à l'acier, et de sa faible résistance aux chocs thermiques. On peut aussi penser que la capacité de certaines pâtes tendres à se déformer à la cuisson, au lieu de se solidifier, n'est pas étrangère à cette dénomination.

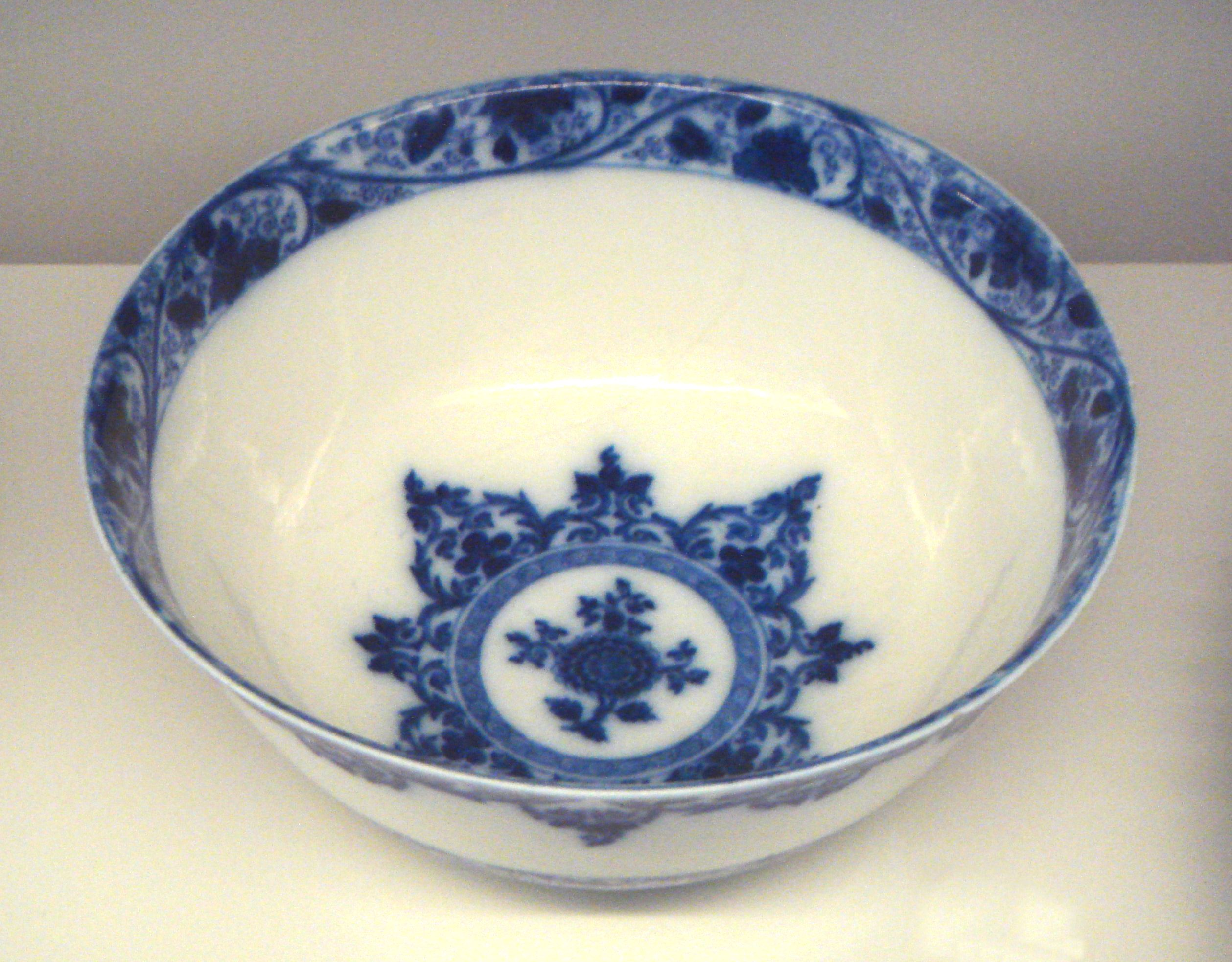
Manufacture de Saint-Cloud, bol en porcelaine tendre, 1700–1710.

La porcelaine tendre est dite naturelle ou artificielle selon ses ingrédients :
- La porcelaine tendre naturelle contient, comme fondant, du phosphate de chaux obtenu par calcination des os de bovins. Cette porcelaine à la cendre d'os, de coloris légèrement ivoire, deviendra synonyme de porcelaine anglaise.
- La porcelaine tendre artificielle incorpore une fritte comme fondant. Les porcelaines de Vincennes[5], Chantilly, Rouen ou Tournai en Belgique font partie de cette catégorie, on les dénomme couramment porcelaines françaises.

La porcelaine tendre est cuite à des températures inférieures à la porcelaine dure, généralement autour de 1 100 °C, pour les compositions à base de fritte et de 1200 à 1 250 °C pour les mélanges de feldspath ou néphéline syénite. La température inférieure de cuisson donne divers avantages aux artistes et fabricants, notamment une plus large palette de couleurs pour la décoration et une moindre consommation de bois de chauffe. Le corps de la pâte tendre est également plus poreux que celui de la porcelaine dure, son degré de vitrification à la cuisson étant moindre.

## Historique
Bien avant les premières circumnavigations, les porcelaines chinoises parvenaient en Occident par le commerce romain et arabe.
L'histoire de la porcelaine tendre remonte aux premières tentatives des potiers européens pour reproduire ces porcelaines chinoises à un moment où leur composition était mal comprise et ses matériaux constituants n'étaient pas largement disponibles en Occident. Les premières formulations étaient des mélanges d'argile et de verre pilé ou fritte. La stéatite ou la chaux furent également incorporées dans certaines compositions.
La porcelaine Médicis fut la première tentative réussie en Europe pour imiter la porcelaine chinoise. Produite entre 1575 et 1587 cette porcelaine tendre est composée d'argile blanche additionnée de feldspath, de phosphate de calcium, de wollastonite (CaSiO3) et de quartz,.

Une autre porcelaine européenne primitive à pâte tendre, également une porcelaine à fritte, fut produite à la manufacture de Rouen en 1673. Elle fut connue pour cette raison comme Porcelaine française
Une nouvelle fois, ces porcelaines furent développées pour imiter les porcelaines chinoises à pâte dure.
Comme ces premières formulations souffraient de fortes déformations pyroplastiques, ou s'affaissaient dans le four aux températures élevées, il était difficile et peu rentable de les utiliser pour des productions importantes. Les pâtes furent ensuite composées avec du kaolin, du quartz, du feldspath, de la néphéline syénite, et d'autres roches feldspathiques.

La porcelaine tendre basée sur ces ingrédients fut techniquement supérieure à la pâte tendre traditionnelle et ces formulations restèrent en production jusqu'à la fin du XVIIIe siècle, lorsque l'abandon du goût Rocaille et l'évolution des techniques de la porcelaine dure précipitèrent son déclin.